# Laulojävrmoras
Laulojävrmoras är en kulle i Finland.   Den ligger i den ekonomiska regionen Norra Lappland och landskapet Lappland, i den norra delen av landet, 1 000 km norr om huvudstaden Helsingfors. Toppen på Laulojävrmoras är 381 meter över havet.
Terrängen runt Laulojävrmoras är lite kuperad.  Trakten runt Laulojävrmoras är nära nog obefolkad, med mindre än två invånare per kvadratkilometer. Det finns inga samhällen i närheten. 